# Jairo Vieira Feitosa
Jairo Vieira Feitosa (Pombal, 11 de fevereiro de 1973 — Condado, 26 de setembro de 2007) foi um político brasileiro. Foi prefeito de Pombal de 2004 a 2007.
Ele tinha 34 anos, era casado com Pollyana Feitosa e tinha um filho. Ele foi eleito em 2004, pelo PT e o apoio do então prefeito de Pombal 'Dr. Verissinho', com 53,76% do eleitorado.[carece de fontes?]

## Morte
O prefeito morreu na madrugada de 26 de setembro de 2007, vítima de um acidente automobilístico no quilômetro 388, da BR-230, próximo à São Bentinho. Ele voltava de Campina Grande e estava sozinho em uma caminhonete D20, que pertencia à prefeitura. A polícia não descarta a hipótese que ele tenha dormido no volante, quando perdeu o controle do veículo, capotando várias vezes. Jairo teve morte imediata.
O corpo do prefeito foi levado para o Hospital Distrital de Pombal e em poucas horas foi velado na casa da família.